# شراقي الحرف (الشغادرة)

تعديل مصدري - تعديل

شراقي الحرف هي إحدى قرى عزلة المسواح بمديرية الشغادرة التابعة لمحافظة حجة، بلغ تعداد سكانها 180 نسمة حسب تعداد اليمن لعام 2004.